# Pau (Edom)
Pau ou Paí (em hebraico: פאו) é uma cidade edomita. Foi a capital do rei edomita Hadar. Alguns eruditos bíblicos identificam Pau como uma cidade egípcia, baseado no fato de que a esposa de Hadar é apontada como uma egípcia. A localização de Pau permanece desconhecida.